# Silvio Pellico (Córdova)
Silvio Pellico é um município da província de Córdova, na Argentina.